# Marcinków (Sainte-Croix)
Pour les articles homonymes, voir Marcinków.
Marcinków est une localité polonaise de la gmina de Wąchock, située dans le powiat de Starachowice en voïvodie de Sainte-Croix.